# Mansukh C. Wani

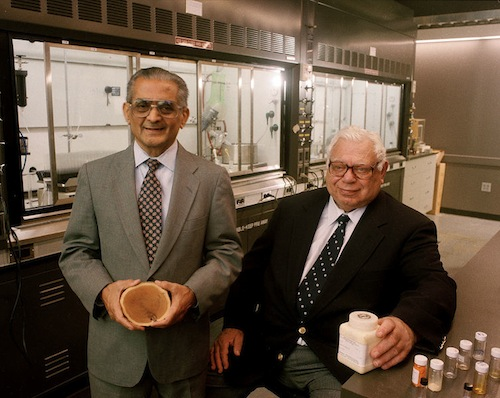
Monroe Wall (rechts) und Mansukh Wani

Mansukh C. Wani (* 20. Februar 1925 in Nandurbar, Nandurbar (Distrikt), Maharashtra; † 11. April 2020 in Durham, North Carolina) war ein indisch-US-amerikanischer Chemiker, der mit Monroe E. Wall die Chemotherapeutika gegen Krebs Paclitaxel und Camptothecin entdeckte.
Wani ging in Nandurbar auf die höhere Schule mit dem Abschluss 1943 und studierte Chemie an der Universität Bombay mit dem Bachelor-Abschluss 1947 und dem Master-Abschluss in organischer Chemie 1950. Im Jahr 1958 ging er in die USA und wurde 1962 an der Indiana University in Chemie promoviert. Als Post-Doktorand war er an der University of Wisconsin-Madison. Ab 1962 war er am Research Triangle Institute (später RTI International) im Research Triangle, wo er Principal Scientist wurde.
Er untersuchte in den 1960er Jahren mit Wall systematisch zahlreiche Pflanzen- und Tierextrakte auf die Wirksamkeit als Chemotherapeutika gegen Krebs (und für Empfängnisverhütung). 1966 veröffentlichten sie ihre Ergebnisse über Camptothecin, das sie aus einem chinesischen Baum gewannen, und 1971 über Paclitaxel (Taxol) aus der Eibe. Beide entwickelten sich zu bedeutenden Chemotherapeutika gegen Krebs, die 2002 zusammen ein Drittel des Marktes von Chemotherapeutika gegen Krebs ausmachten. Er befasste sich auch mit der Synthese wasserlöslicher Camptothecin-Analoga.
Von ihm stammen über 200 Veröffentlichungen und er hielt 36 Patente.
2000 erhielt er mit Monroe E. Wall den Kettering-Preis.  Außerdem erhielt er den Bruce F. Cain Memorial Award der American Association for Cancer Research, den City of Medicine Award der Greater Durham Chamber of Commerce und den National Cancer Institute Award of Recognition. 2005 erhielt er den North Carolina Award in Science und 2008 den Paul Ehrlich Magic Bullet Lifetime Achievement Award und er erhielt den Ranbaxy Research Award und den Distinguished Alumni Award der Indiana University. 2003 ernannte die American Chemical Society RTI zum National Historic Chemical Landmark wegen der Entdeckung von Taxol und Camptothecin.